# Línia de Perpinyà a Vilafranca de Conflent
La línia de TER d'Occitània (Perpinyà - Vilafranca de Conflent) és una línia de ferrocarril que recorre la vall del riu Tet a la Catalunya del Nord. És una de les 11 línies de mitjana distància francesa gestionada per TER d'Occitània, una filial de la SNCF.
A l'estació de Vilafranca és possible el transbordament entre la línia 12 i la línia 12-B, anomenada la línia de la Cerdanya o el «Tren Groc» que continua fins a l'estació de la Tor de Querol.